# Ligne nouvelle Montpellier - Perpignan
La ligne nouvelle Montpellier - Perpignan (LNMP) est un projet de liaison ferroviaire française entre Montpellier et Perpignan. La ligne représente le chaînon manquant d'un plus vaste projet consistant à relier le réseau espagnol à l'actuelle LGV Méditerranée : elle raccorderait en effet le contournement ferroviaire de Nîmes et de Montpellier aux 45 km de la ligne de Perpignan à Figueras, qui franchit la frontière entre l'Espagne et la France au niveau du Perthus pour aller à Barcelone.
À terme, l'objectif est de permettre la liaison Paris – Madrid en six heures dans les années 2040. Le trajet serait beaucoup moins émetteur de gaz à effet de serre par rapport à l'avion, et serait compétitif en temps sur des parcours intermédiaires, comme Lyon – Madrid ou Paris – Barcelone.

## Finalités et caractéristiques
Dans les années 1980, la création d'une ligne à grande vitesse depuis la vallée du Rhône jusqu'à la frontière espagnole avait été envisagée. Ce projet a été abandonné en 1995, en même temps que fut raccourcie de 60 km la LGV Méditerranée, construite jusqu'à Nîmes et non Montpellier. Les études avant-projet sommaire furent stoppées devant des estimations de trafic beaucoup trop faibles pour rentabiliser la ligne.
La saturation de la ligne historique a conduit en 2001 à étudier la construction d'une ligne mixte voyageurs/fret. La finalité d'une telle ligne est double :
- permettre la desserte à grande vitesse du Languedoc-Roussillon et constituer un maillon d'un axe européen à grande vitesse entre l'Espagne (Madrid et Barcelone notamment) et Paris et l'est de la France mais aussi l'Italie et la Suisse ;
- décharger la ligne historique d'une partie de son trafic. Des sillons supplémentaires seraient ainsi dégagés pour permettre la circulation d'un plus grand nombre de TER et de trains de fret avec la possibilité d'un report d'une partie du trafic routier vers le rail. La coexistence de trains circulant à des vitesses très différentes oblige cependant à augmenter considérablement l'intervalle entre ces trains, et réduit en proportion le nombre de sillons disponibles. La ligne nouvelle ne pourrait donc offrir un grand nombre de sillons à la fois au fret et au trafic TGV que si les trains correspondant y circulaient à des heures bien séparées (horaires nocturnes pour le fret et diurnes pour les TGV, dans une version extrême, ou plus réalistement par paquets de trains d'un même type).

Une ligne mixte est plus chère à construire, car il faut concilier plusieurs exigences :
- des courbes de rayon élevé : la circulation de trains lents (fret) ne permet pas d'appliquer le dévers maximum à la voie pour qu'y circulent des TGV à plus de 300 km/h : il faut alors compenser par des courbes de rayon plus grand (au-dessus de 6 000 mètres, contre 4 000 m pour une LGV) ;
- des rampes faibles, pour permettre la circulation de trains de fret lourds (1 % maxi environ, contre 3 % à 3,5 % pour les LGV) ;
- une voie capable de supporter des charges par essieu (22 t) plus importantes, un train de fret étant 30 % plus lourd qu'un TGV (17 t) pensé pour la haute vitesse ;
- un entraxe (espacement entre les deux voies) plus important pour permettre le croisement sans risques entre un train de fret et un TGV.

Réseau ferré de France (RFF) introduit également la notion d'autoroute ferroviaire, ligne réunissant les caractéristiques ci-dessus et permettant la circulation de convois dont le gabarit est supérieur à celui des trains classiques. La hauteur de la caténaire notamment, y serait portée de 5,08 m à 5,60 m au-dessus des voies, afin de pouvoir y faire transiter sur des wagons non surbaissés des camions (tracteur + remorque).

## Historique

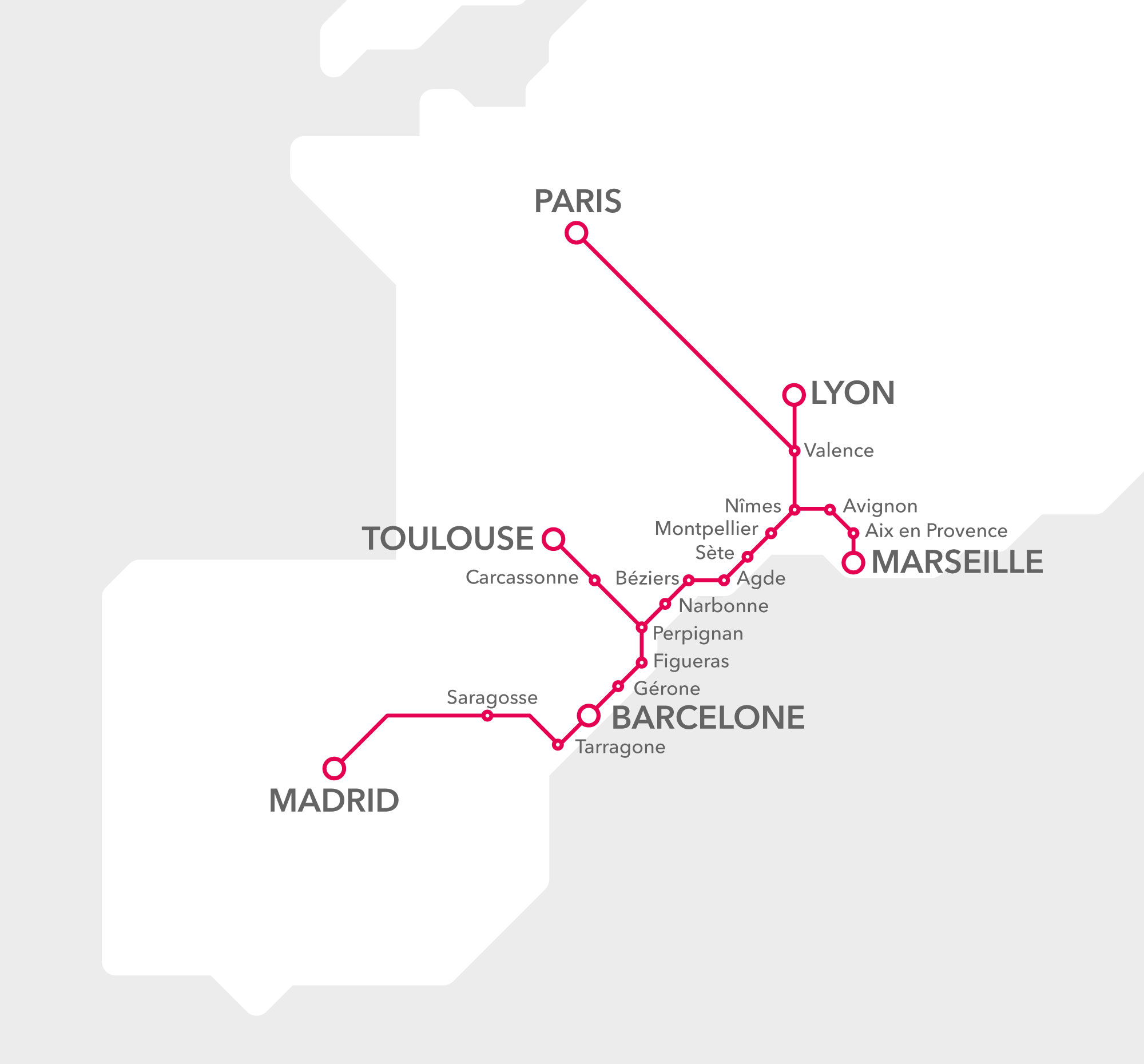
Entre 2001 et 2022, le consortium Elipsos, détenu par la SNCF et par la Renfe, exploitait des trains transfrontaliers franco-espagnols.
Carte des liaisons à grande vitesse, empruntant l'axe Barcelone – Perpignan – Montpellier (concerné par le projet de ligne nouvelle), en juin 2014.

L'accord de Madrid prévoit le 10 octobre 1995, la construction d'une liaison ferroviaire à grande vitesse entre les deux pays avec mise en concurrence pour une concession de conception, construction et exploitation. Les études d’avant-projet sont validées. En 2000, la LGV Languedoc Roussillon, entre Montpellier et Perpignan, est déclarée projet d'intérêt général (PIG) et le 16 mai 2005, le projet de ligne nouvelle mixte voyageurs et fret du Contournement de Nîmes et Montpellier est déclaré d’utilité publique par décret. Rien pour la section Montpellier - Perpignan.
En 2006, le ministère des Transports demande à RFF d’engager les études de la ligne nouvelle Montpellier Perpignan (LNMP). En septembre 2008, il est décidé d'organiser un débat public pour la ligne nouvelle Montpellier - Perpignan, débat qui a lieu du 3 mars au 3 juillet 2009. Le 26 novembre 2009, il est décidé, à la suite du débat public, de poursuivre les études pour une ligne mixte Fret/grande vitesse. Le débat public concernant le projet LNMP a permis d’aboutir le 25 août 2009 à la remise du bilan du débat public ligne nouvelle Montpellier-Perpignan.
Le 14 novembre 2011, la ministre chargée de l’écologie, du développement durable, des transports et du logement valide la première étape des études, qui définit une zone de passage de 1 000 mètres de largeur. Fin 2012, l'acteur Pierre Richard et la judokate Automne Pavia participent à une campagne publicitaire nationale financée par le conseil général de l'Aude et le Grand Narbonne pour la création d'une gare TGV à Narbonne,.
En janvier 2016, le secrétaire d'État aux transports Alain Vidalies a indiqué qu'il voulait approuver le tracé Montpellier Perpignan. Pour Carole Delga, présidente de la Région Languedoc-Roussillon-Midi-Pyrénées, « le ministre s'est engagé à approuver dans les prochains jours la proposition de tracé issue de la concertation »,.
SNCF Réseau doit lancer la procédure de déclaration d'utilité publique à l'hiver 2016-2017,.
Le 3 février 2016, le secrétaire d’État chargé des transports, Alain Vidalies, a confirmé le choix du tracé de la ligne nouvelle Montpellier-Perpignan (LNMP). Le tracé est alors précisé, sur une largeur de 100 à 200 mètres. Deux gares nouvelles sont prévues, une à Béziers, et l'autre à Narbonne,.
En septembre 2016, un rapport du Sénat se prononce contre la création de nouvelles lignes en région Occitanie, et préconise un gel pendant quinze ans des financements, préférant privilégier le financement de la maintenance des lignes classiques présentes dans les autres régions. Le projet est cependant activement soutenu par de nombreux élus de la région Occitanie et en particulier le député de l'Hérault Philippe Huppé et le maire de Montpellier Philippe Saurel.
Le 8 juillet 2020, Louis Aliot demande au Premier ministre Jean Castex de s’engager fermement sur l’accélération de la ligne LGV Montpellier-Perpignan et sur le désenclavement de Perpignan et de son département. Le Premier ministre lui répond « Je mettrai toute mon énergie à le faire avancer à une vitesse supérieure à celle qui est la sienne jusqu’à présent ».
Fin avril 2021, le premier ministre Jean Castex défend une « accélération du projet » après qu'ait été faite l'annonce d'un financement par l'État de la LGV Bordeaux-Toulouse.
Le 16 février 2023, la phase 1 du projet, création de la ligne mixte Montpellier-Béziers, est déclarée d'utilité publique.